# Rytigynia canthioides
Espèce
Synonymes
- Canthium benthamianum Baill.[1]
- Rytigynia canthioides var. glabra K.Schum.[1]
- Vangueria canthioides Benth.[1]

Rytigynia canthioides est une espèce de plantes tropicales de la famille des Rubiaceae et du genre Rytigynia. 
Elle est notamment utilisée au Bénin en médecine traditionnelle pour lutter contre le paludisme et d'autres fièvres.

## Liste des variétés
Selon Tropicos (15 juin 2019) :
- variété Rytigynia canthioides var. glabra K. Schum.